# Gari simplex
Gari simplex is een tweekleppigensoort uit de familie van de Psammobiidae. De wetenschappelijke naam van de soort is voor het eerst geldig gepubliceerd in 1894 door G.B. Sowerby III.